# حوزه علمیه شهرکرد
مدرسه علمیه امامیه مربوط به دوره قاجار است و در مرکز شهرکرد، خیابان ولیعصر،کوچه مدرسه امامیه(هفتم) واقع شده‌است. این اثر در تاریخ ۱۱ مرداد ۱۳۸۴ با شمارهٔ ثبت ۱۲۴۲۴ به‌عنوان یکی از آثار ملی ایران به ثبت رسیده‌است. سید ابوالحسن فاطمی مدیریت کنونی مدرسه امامیه را برعهده دارد.

## پیشینه
«مدرسه علمیه امامیه» شهرکرد از بناهای مذهبی فرهنگی شهرکرد است که به همت والای میرسید محمد امام جمعه و برادرش سید ابوالقاسم دهکردی بنیان نهاده شده‌است. قدمت این مدرسه به قرن سیزدهم هجری می‌رسد و نخستین مدرسه قدیمی علوم دینی شهرکرد محسوب می‌گردد.
ساختمان کنونی مدرسه امامیه شهرکرد که به سبک جدید و در سه طبقه، شامل حجره‌های متعدد، سالن اجتماعات و کتابخانه است، این مدرسه از مدارس معاصر این شهر است که در آن به تدریس مقدمات و سطح می‌پردازند و طلاب پس از اتمام دوره سطح به حوزه علمیه قم مهاجرت نموده و سطوح عالی را طی می‌نمایند.سید ابوالحسن فاطمی مدیریت کنونی مدرسه امامیه است.
حوزه علمیه خواهران شهرکرد هم مشغول فعالیت است که قدمت زیادی دارد. خواهران این مرکز در ایام محرم، صفر و رمضان به نقاط مختلف استان مسافرت کرده و به فعالیت‌های تبلیغی و ارشادی می‌پردازند.

## مشاهیر
برخی از مشاهیر علمی این حوزه عبارتند از:
1. سید ابوالقاسم دهکردی: وی از فقها و مراجع شیعه و از شاگردان میرزای شیرازی و میرزا حسین نوری است.[۳][۱]
2. ملا محمدابراهیم آل ابراهیم دهکردی (۱۲۸۶–١۳۶۲ ق): وی از فقهای شیعه و شاگردان آخوند خراسانی و آیت‌الله طباطبایی یزدی است.
3. ملا لطفعلی چهارمحالی (۱۲۲۲–۱۲۶۲ ق): ایشان از شاگردان حجت الاسلام شفتی محسوب می‌گردد.